# Раскопельский залив
Раскопельский залив — залив на востоке Чудского озера (бассейн реки Нарва бассейна Балтийского моря) на северо-западе России. Территориально относится к Спицинской волости Гдовского района Псковской области.
В заливе расположены ряд островов, в том числе наиболее крупные: Заячий в южной части и Пыпно в северной части. От основной части Чудского озера отделён островом Борок на северо-западе и Раскопельским полуостровом на западе и юго-западе. На севере соединён проливом с заливом Лахта, на северо-западе — проливом с основной частью Чудского озера.
На западном берегу залива, на Раскопельском полуострове, расположена деревня Раскопель, на восточном — деревня Подлипье, на южном — деревни Мда и Драготина.